# Polla cuanegra
La polla cuanegra (Zapornia bicolor) és una espècie d'ocell de la família dels ràl·lids (Rallidae) que habita el bosc humit i pantans de la zona Indomalaia, a l'est de Nepal, nord-est de l'Índia, Myanmar, sud de la Xina, nord-oest de Tailàndia, nord de Laos i el Vietnam.